# Ladislav Bobiš
Ladislav Bobiš (10. července 1922 Zvolen – 1990) byl slovenský chemik, odborník na výživu a bývalý ředitel Výskumného ústavu hydinárského priemyslu v Bratislavě.

## Život
Narodil se v rodině železničáře. Středoškolské vzdělání absolvoval na Vyšší půmyslové škole chemické v Banské Štiavnici (1942). V roce 1945 nastoupil po vojenské službě do zaměstnání v Piešťanech a přitom vystudoval chemickotechnologickou fakultu Slovenské vysoké školy technické (SVŠT) v Bratislavě. Od roku 1953 pracoval jako vedoucí oddělení na Skúšobnom a kontrolnom ústave potravinárského priemyslu.
V roce 1962 byl pověřen vybudováním celostátního výzkumného ústavu drůbežího průmyslu a následně se stal jeho ředitelem.

## Dílo (výběr)
Bobiš má na kontě více než 200 vědeckých prací a knižních publikací.
- Komplexná výrobková koncepcia hydinových jedál pre školské stravovanie (1976) - spolu s Petrem Kružliakem
- Jedlá z hydiny, zveriny a vajec (1984)
- Hydina a zverina vo výžive (1990) - společně s Annou Rudohradskou

## Ocenění
- 1981 - stříbrná medaile Slovenskej chemickej spoločnosti (SCHS)
- 1982 - zlatá medaile SCHS [3]